# Herb gminy Lisia Góra
Herb gminy Lisia Góra – jeden z symboli gminy Lisia Góra, ustanowiony 29 czerwca 2001.

## Wygląd i symbolika
Herb przedstawia na tarczy koloru błękitnego złoty wspięty lis stojący na półksiężycu. Jest to tzw. herb mówiący, nawiązujący do nazwy gminy.